# Метаболическая сеть
Метаболическая сеть — это совокупность метаболических и физических процессов, определяющих физиологические и биохимические свойства клетки. Как таковые, эти сети включают химические реакции метаболизма, метаболические пути, а также регуляторные взаимодействия, которые направляют эти реакции.
Благодаря секвенированию полных геномов теперь можно реконструировать сеть биохимических реакций во многих организмах, от бактерий до человека. Некоторые из этих сетей доступны в Интернете: Киотская энциклопедия генов и геномов (KEGG), EcoCyc, BioCyc и metaTIGER. Метаболические сети — мощные инструменты для изучения и моделирования метаболизма.

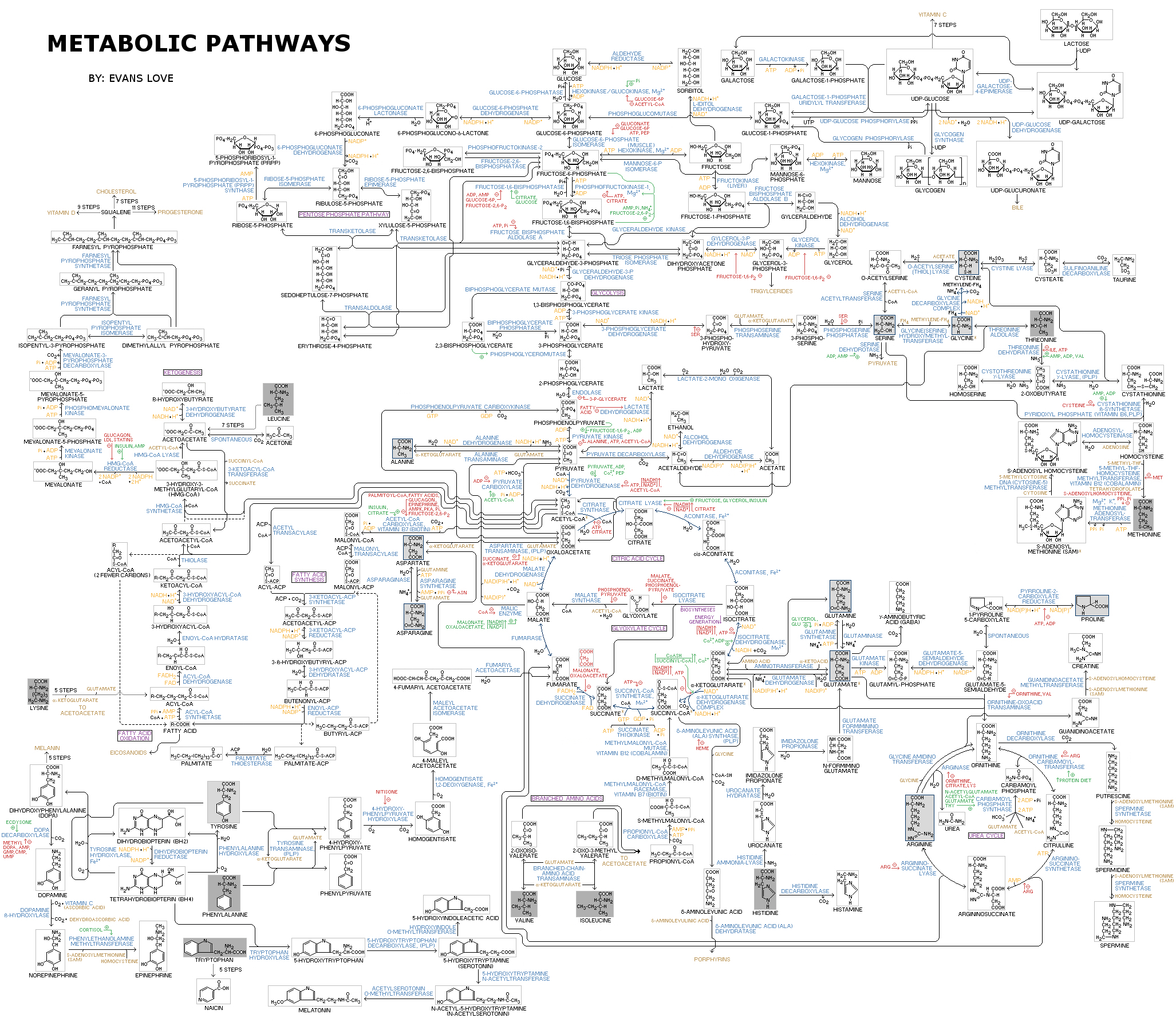
Диаграмма, изображающая большой набор метаболических путей человека.

## Использование
Метаболические сети можно использовать для выявления паттернов сопутствующих заболеваний у больных пациентов. Некоторые заболевания, такие как ожирение и диабет, могут присутствовать у одного и того же человека одновременно, иногда одно заболевание является значительным фактором риска для другого заболевания. Сами фенотипы болезни обычно являются следствием неспособности клетки разрушаться или производить необходимый субстрат. Однако дефект фермента в одной реакции может повлиять на потоки других последующих реакций. Эти каскадные эффекты сочетаются с метаболическими заболеваниями, связанными с последующими реакциями, приводящими к коморбидным эффектам. Таким образом, сети метаболических заболеваний можно использовать для определения того, связаны ли два расстройства из-за их коррелированных реакций.

## Использованная литература
1. ↑  GenomeNet. www.genome.ad.jp. Дата обращения: 1 апреля 2020. Архивировано из оригинала 24 февраля 2009 года.
2. ↑  EcoCyc: Encyclopedia of E. coli Genes and Metabolic Pathways. www.ecocyc.org. Дата обращения: 19 сентября 2022. Архивировано 9 мая 2006 года.
3. ↑  BioCyc Pathway/Genome Database Collection. biocyc.org. Дата обращения: 19 сентября 2022. Архивировано 27 ноября 2020 года.
4. ↑  metaTIGER - Home. www.bioinformatics.leeds.ac.uk. Дата обращения: 9 июня 2010. Архивировано из оригинала 4 марта 2012 года.
5. 1 2  Lee, D.- S. (2008). The implications of human metabolic network topology for disease comorbidity. Proceedings of the National Academy of Sciences. 105 (29): 9880–9885. doi:10.1073/pnas.0802208105. PMID 18599447.
6. ↑  Ross, R. (2000). Reduction in obesity and related comorbid conditions after diet-induced weight loss or exercise-induced weight loss in men. A randomized, controlled trial. Annals of Internal Medicine. 133 (2): 92–103. doi:10.7326/0003-4819-133-2-200007180-00008. PMID 10896648.